# Palhi
Palhi (nep. पाल्ही) – gaun wikas samiti w zachodniej części Nepalu w strefie Lumbini w dystrykcie Nawalparasi. Według nepalskiego spisu powszechnego z 2001 roku liczył on 778 gospodarstw domowych i 5216 mieszkańców (2573 kobiet i 2643 mężczyzn).